# East Bay (vik i Australien, Western Australia)
East Bay är en vik i Australien. Den ligger i delstaten Western Australia, omkring 1 900 kilometer nordost om delstatshuvudstaden Perth.
Savannklimat råder i trakten. Genomsnittlig årsnederbörd är 1 594 millimeter. Den regnigaste månaden är februari, med i genomsnitt 443 mm nederbörd, och den torraste är augusti, med 1 mm nederbörd.